# Torre de Cristal
Torre de Cristal – wieżowiec w Madrycie (Hiszpania), zlokalizowany w strefie Cuatro Torres Business Area. Jego wysokość wynosi 249 m, ma 57 kondygnacji. Budynek obecnie jest drugim w kolejności najwyższy wieżowcem w Hiszpanii po sąsiadującym z nim wieżowcem Torre Caja Madrid, który jest zaledwie o niecały metr wyższy od niego.
Został zaprojektowany przez Césara Pelli.